# إيليثيا

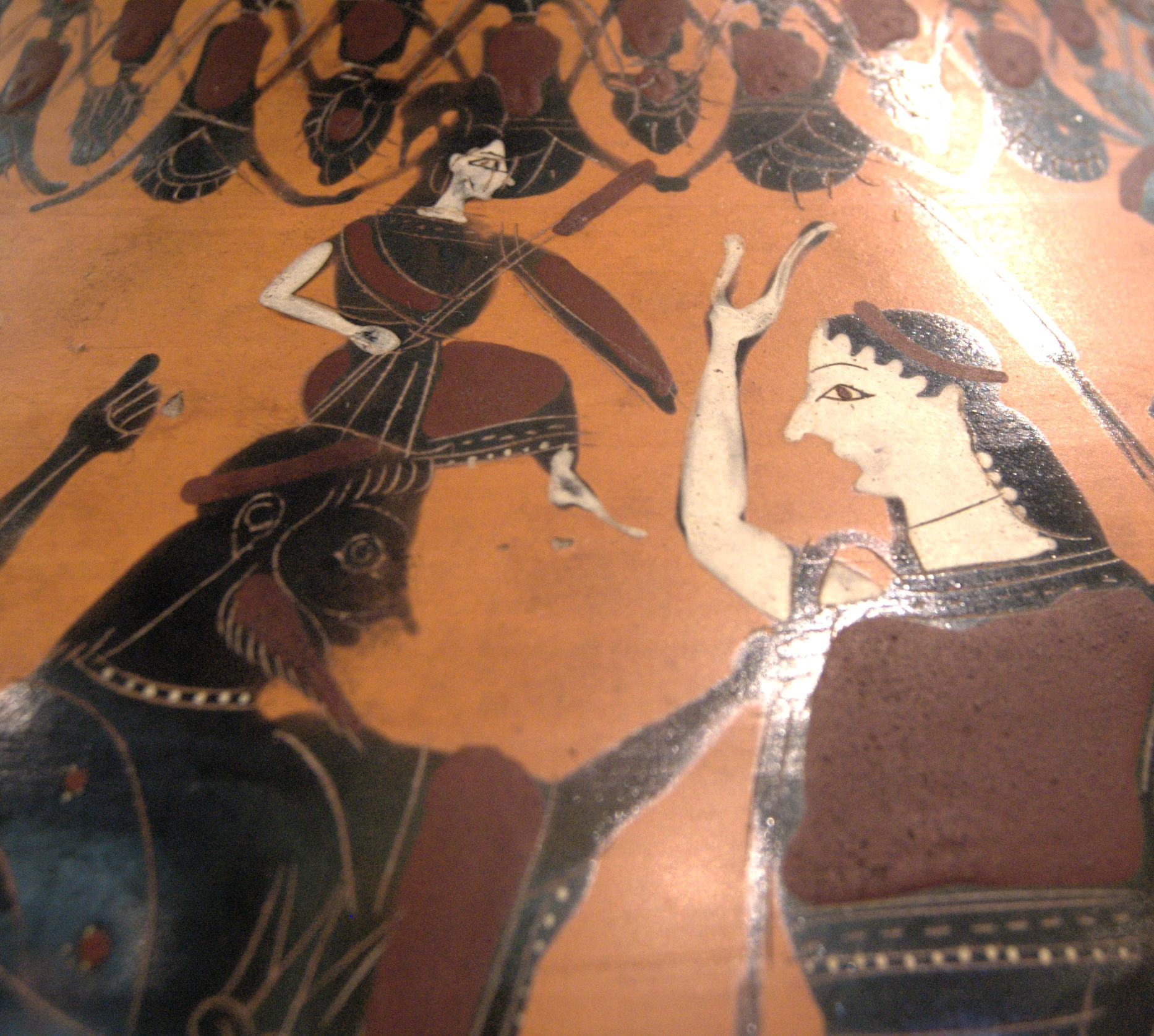
صورة ميلاد أثينا مع إيليثيا في اليمين وزيوس.

إيليثيا (باللاتينية: Eileithyia)، (باليونانية: Εἰλείθυια) هي إلهة إغريقية للولادة والقبالة وألم الولادة، واسمها في الأساطير الرومانية «لوسينا»، وهي ابنة زيوس وهيرا. انتشرت عبادتها في كريت حيث كانت عبادة شعبية. تصور عادة حاملة مشعلا لأنها تريد أن تولِّد الطفل في النور الغامر.